# 윤관 (1490년)
윤관(尹寬, 1490년-1550년) 또는 윤자관(尹子寬)은 조선 중기의 문신, 성리학자이다. 정암 조광조의 문하에서 수학하였으며 중종 초 사림파의 일원으로 활동하였다. 1519년의 기묘사화때는 상으로 화를 면하였다. 자는 율옹(要翁), 호는 삼휴자(三休子), 본관은 남원(南原)이다. 조선후기 소북과 남인의 중진인 윤휴(尹鑴)의 고조부였다. 조광조(趙光祖)의 문인.

## 생애
자는 율옹(要翁), 호는 삼휴자(三休子)이다. 단련사(團練使)를 지낸 윤취(尹就)의 아들이다. 정암 조광조(趙光祖)의 문하생이 되어 성리학을 수학하였으며 그로부터 김종직-김굉필, 정여창-조광조로 이어지는 학통을 이어받았다.
그 뒤 기준(奇遵), 백인걸(白仁傑), 신잠(申潛), 안정(安珽) 등 신진사류(新進士類)와 교우(交友), 학문으로 이름을 떨쳤으며, 중종 초 그의 스승인 조광조 일파가 집권하자 조광조 등의 천거를 받았으나 출사하지 않았다. 1519년(중종 14) 상을 당하여 사직하고 3년상을 치렀다. 그 해의 기묘사화(己卯士禍) 때는 친상(親喪)으로 화를 면했으나 그 후 벼슬에 나가지 않았다. 오랫동안 외부와 연락을 끊고 집에서 두문불출하다가 1522년 음보로 출사하였으나 어머니를 봉양하기 위해 한직을 자청하여 소격서참봉(昭格署參奉)이 되고, 뒤에 충익부도사(忠翊府都事), 군자감판관(軍資監判官)을 역임하였다.
그 뒤 평시서직장(平市署直長)이 되고, 종부시주부(宗簿寺主簿)를 거쳐 아산현감으로 나갔다. 1541년 안동판관에 제수되고, 1548년(명종 3) 충익부도사, 군자감판관을 지냈다. 그 뒤 모친상(母親喪)을 당하여 3년상을 치르던 중 병을 얻어 죽었다.

## 가족 관계
- 할아버지 : 윤광은(尹匡殷)
  - 아버지 : 윤취(尹就)
    - 부인 : 개성최씨(開城 崔氏), 최명창(崔命昌)의 딸
      - 장남 : 윤기(尹驥), 조졸
      - 자부 : 전주최씨(全州 崔氏), 최사립(崔斯立)의 딸
        - 손녀 : 허개(許漑)에게 출가

      - 차남 : 윤호(尹虎)
      - 자부 : 일선김씨(一善 金氏), 김지(金地)의 딸
      - 자부 : 사천목씨(泗川 睦氏), 목명신(睦明臣)의 딸
        - 손자 : 윤희손(尹喜孫)

      - 장녀 : 김귀영(金貴榮)에게 출가

    - 사돈 : 이순신(李舜臣)
    - 사돈 : 이원익(李元翼)

## 같이 보기
- 기묘사화
- 윤휴
- 조광조
- 이언적
- 백인걸
- 서경덕
- 김굉필

## 참고 문헌
- 국조인물고
- 남원 윤씨 세보
- 이홍직, 새국사사전, (교학사, 1983)